# Bátky Zsigmond
Felsőbátkai Bátky Zsigmond (Kocs, 1874. január 5. – Budapest, Kőbánya, 1939. augusztus 28.) magyar néprajztudós, etnográfus, geográfus.

## Életrajz
1874. január 5-én született a Komárom megyei Kocson, polgárosuló módos parasztcsaládban Bátky Zsigmond és Bondics Eszter fiaként. Középiskoláit és egyetemi tanulmányait Budapesten végezte, 1900-ban doktorált földrajz szakon.
1896-tól az Magyar Nemzeti Múzeum néprajzi osztályán, majd könyvtárában dolgozott, 1919 őszétől kormánybiztosként a néprajzi osztály vezetője, majd 1920-tól kinevezett igazgatója lett. Tizenöt éven át – igen nehéz körülmények között elkezdve – igazgatta a Néprajzi Múzeumot. 1926-tól 1934-ig a Néprajzi Értesítő szerkesztője. 1934-ben nyugdíjazták, ekkor megkapta a főigazgatói címet is. Felesége Szigethy Szabó Margit volt.

## Munkássága

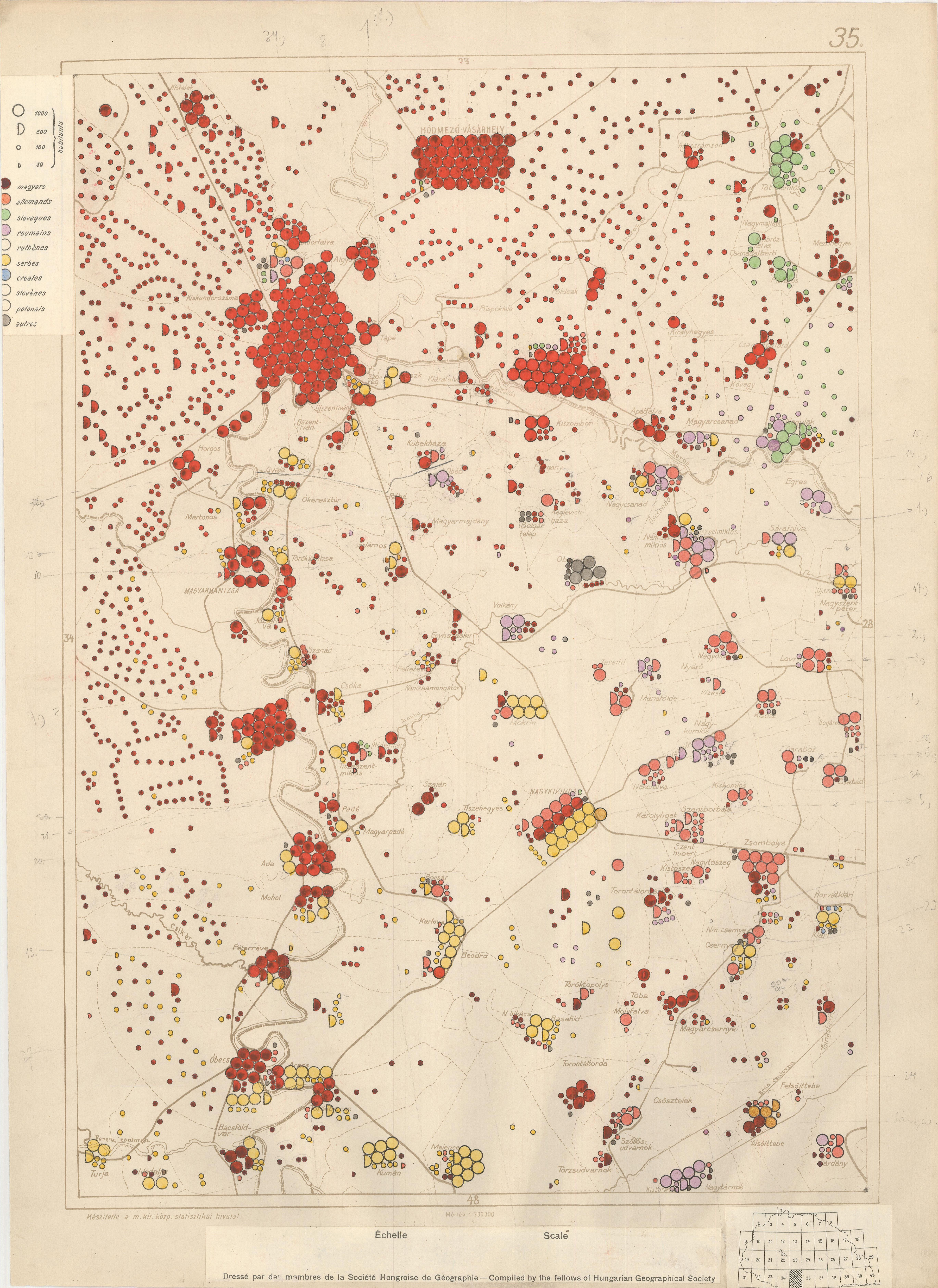
Bátky Zsigmond - Kogutowicz Károly: Magyarország néprajzi térképe, 1918 (Szeged-szelvény)

A népi építkezés körében végzett munkálatai mellett fő témái voltak: egyetemes néprajzi, gazdaság- és településföldrajzi, nyelvészeti kérdések.
1928-ban Györffy Istvánnal és Viski Károllyal részt vett a magyar népművészetet áttekintő, összefoglaló mű elkészítésében. Ugyancsak velük szerkesztette a Magyarság néprajzát, amelybe összefoglalást írt a táplálkozás, építkezés, a mesterségek témáiból.
Különösen jelentősek a népi építkezés körében végzett kutatásai. Rendszerezte a magyar parasztház típusait, tüzelőberendezéseit. Elmélyült kutatómunkája, céltudatos szerkesztői és múzeumvezetői tevékenysége nagyban hozzájárult a magyar néprajztudomány európai szintre emelkedéséhez.
1918 őszén Kogutowicz Károllyal közösen szerkesztette meg Magyarország néprajzi térképét kéziratos formában, amelyet 1919-ben kisebb méretben nyomtatott formában is kiadtak, és számos későbbi etnikai térkép készült ez alapján mind itthon, mind külföldön. A térkép módszerének eredetét illetően Bátky és Cs. Sebestyén Károly etnográfus között évtizedes vita alakult ki, Cs. Sebestyén szerint Bátky az ő ábrázolási módszerét ellopva tervezte meg a térképét. Ennek némileg ellentmond, hogy a korabeli leírások szerint az ábrázolási módszer Kogutowicz Károlytól származik.
Bátky földrajzi zsebkönyveket és atlaszokat is szerkesztett. 1906-ban adta ki Útmutató néprajzi múzeumok szervezésére című, azóta is kézikönyvként forgatott könyvét. Néprajzi tanulmányai az Ethnographiában, földrajzi cikkei a Földrajzi Közleményekben jelentek meg. A Föld és ember című lapban 1926-ban Kocs és Tekevár címmel írt tanulmányt a községről.

## Emlékezete

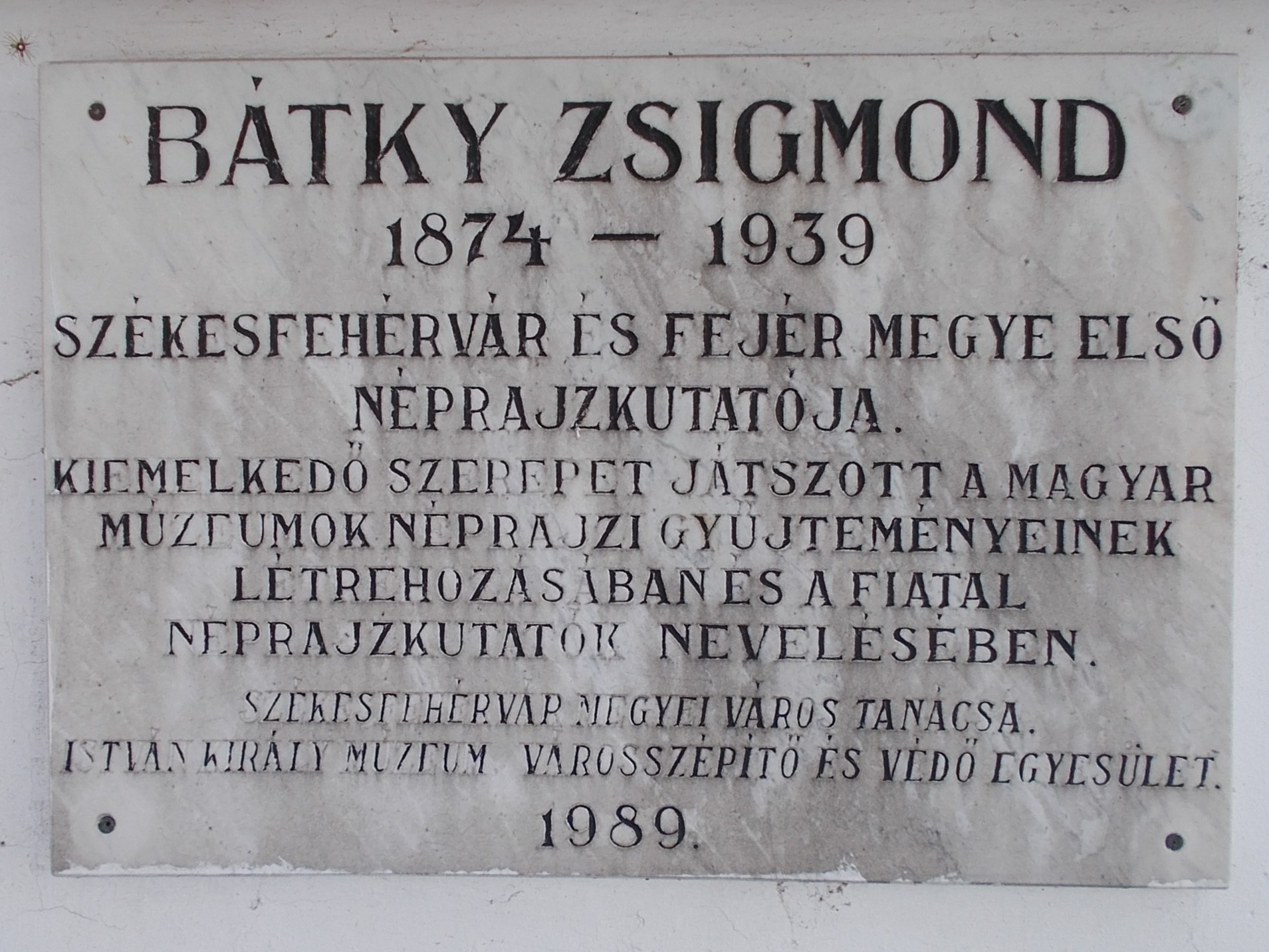
Emléktáblája Székesfehérvárott, Rác utca 29.

A kiemelkedő tudós és néprajzkutató emlékére 1984-ben a település iskolájának falán a Magyar Néprajzi Társaság és Kocs község lakossága emléktáblát helyezett el.
Székesfehérvárott, Palotavárosban utca viseli a nevét.

## Főbb művei
- Magyarország néprajza (Budapest, 1905)
- Útmutató néprajzi múzeumok szervezésére (Budapest, 1906) (MEK)
- Magyarázat a Magyar Szent Korona országainak néprajzi és iskolai fali térképéhez (Budapest, 1909)
- Magyarország néprajzi térképe. Magyar Földrajzi Társaság, 1:200 000, 1918 (Kogutowicz Károllyal közösen)
- Magyarország néprajzi térképe település és lélekszám szerint. Magyar Földrajzi Intézet, 1:300 000, 1919 (Kogutowicz Károllyal közösen)
- Condizioni etnografiche dell'Ungheria (Róma, 1930)
- A magyar sátor és emlékei (Néprajzi Értesítő, 1930)
- A magyar ház eredetéhez (Néprajzi Értesítő, 1930)
- Magyar tűzhelyek és háztípusok (Néprajzi Értesítő, 1930)
- Das ungarische Bauernhaus (Ungarische Jahrbücher, 1938)